# Richard Knötel

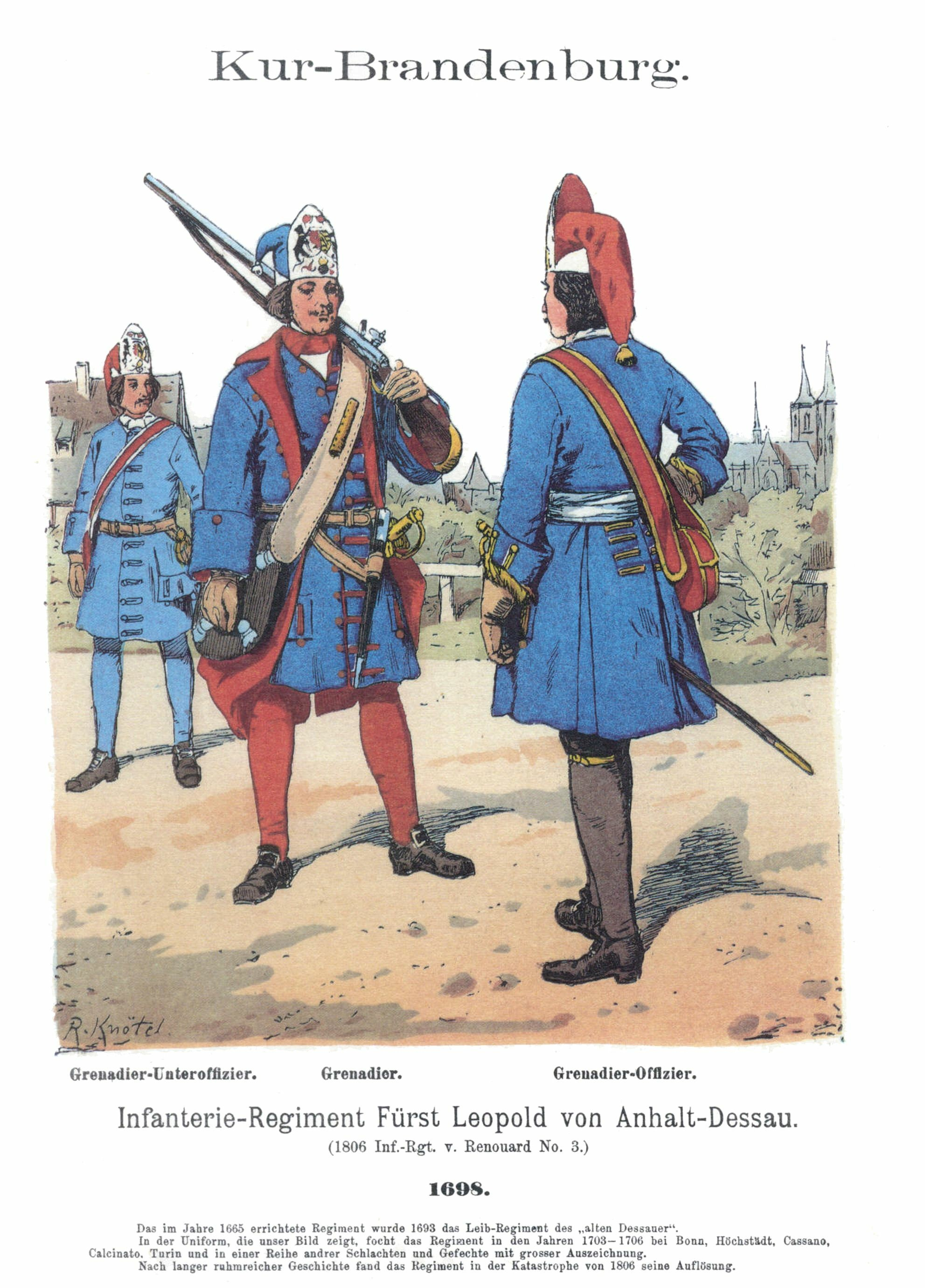
Una lámina de la Uniformenkunde detallando la infantería de Brandeburgo de 1695

Richard Knötel (12 de enero de 1857 - 26 de abril de 1914) fue un artista alemán y pionero del estudio del uniforme militar.

## Vida
Knötel nació en Glogovia en 1857. Su padre, August Knötel, era un profesor de arte y le dio lecciones de dibujo y pintura desde temprana edad. En ese periodo, Knötel desarrolló un interés en la historia y la moda militar. Hacia finales de su adolescencia, ya era empleado como ilustrador para el diario gráfico; Illustrierte Zeitung, así como para postales y revistas. En 1880, con una reputación establecida, Knötel ingresó a la Academia de Bellas Artes de Berlín.
Después de sus estudios,  empezó a coleccionar libros relacionados con la historia militar europea (se cree que a su muerte poseía más de 9000 títulos), y comenzó a trabajar en su pieza más famosa; la Uniformenkunde, una colección enorme de láminas relacionados con los ejércitos de Europa del siglo XVII hasta 1914. La Uniformenkunde es aún quizás la referencia más amplia en el estudio de la indumentaria militar de los inicios de la era moderna, y es todavía utilizado como fuente hasta el día de hoy. 
Así como un ilustrador, Knötel fue un pintor talentoso, que era conocido en toda Alemania por sus tópicos militares. 
Como artista desarrolló una amistad con el también célebre artista militar Carl Röchling, con quien escribió el título El Viejo Fritz Viejo en 50 imágenes para jóvenes y mayores (1895), un libro familiar de la historia militar alemana, y su secuela; La Reina Louise en 50 imágenes para jóvenes y mayores (1896).
Falleció en Berlín en 1914, y fue sepultado en el cementerio local de San Mateo.

## Galería

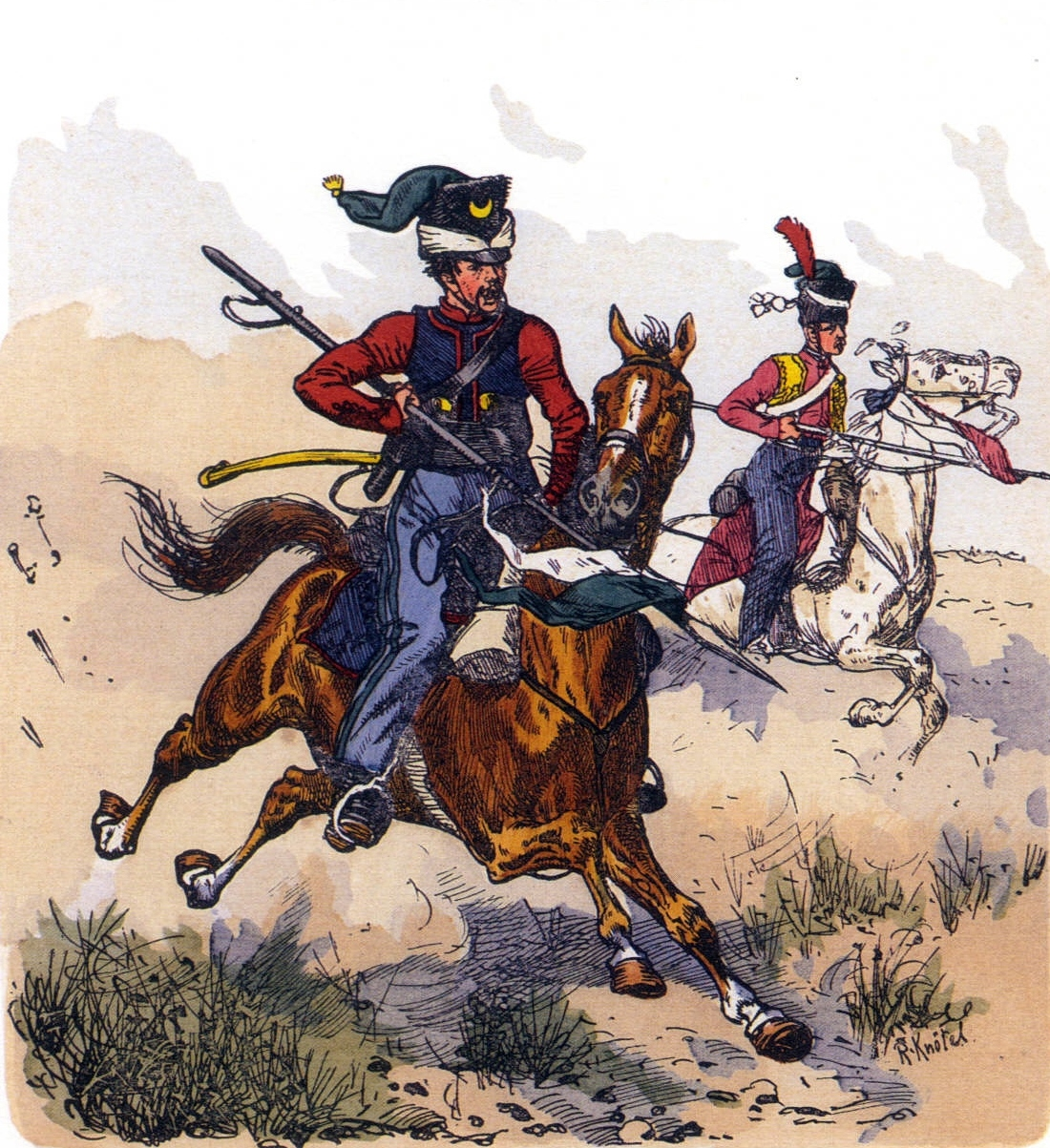
Tártaros lituanos
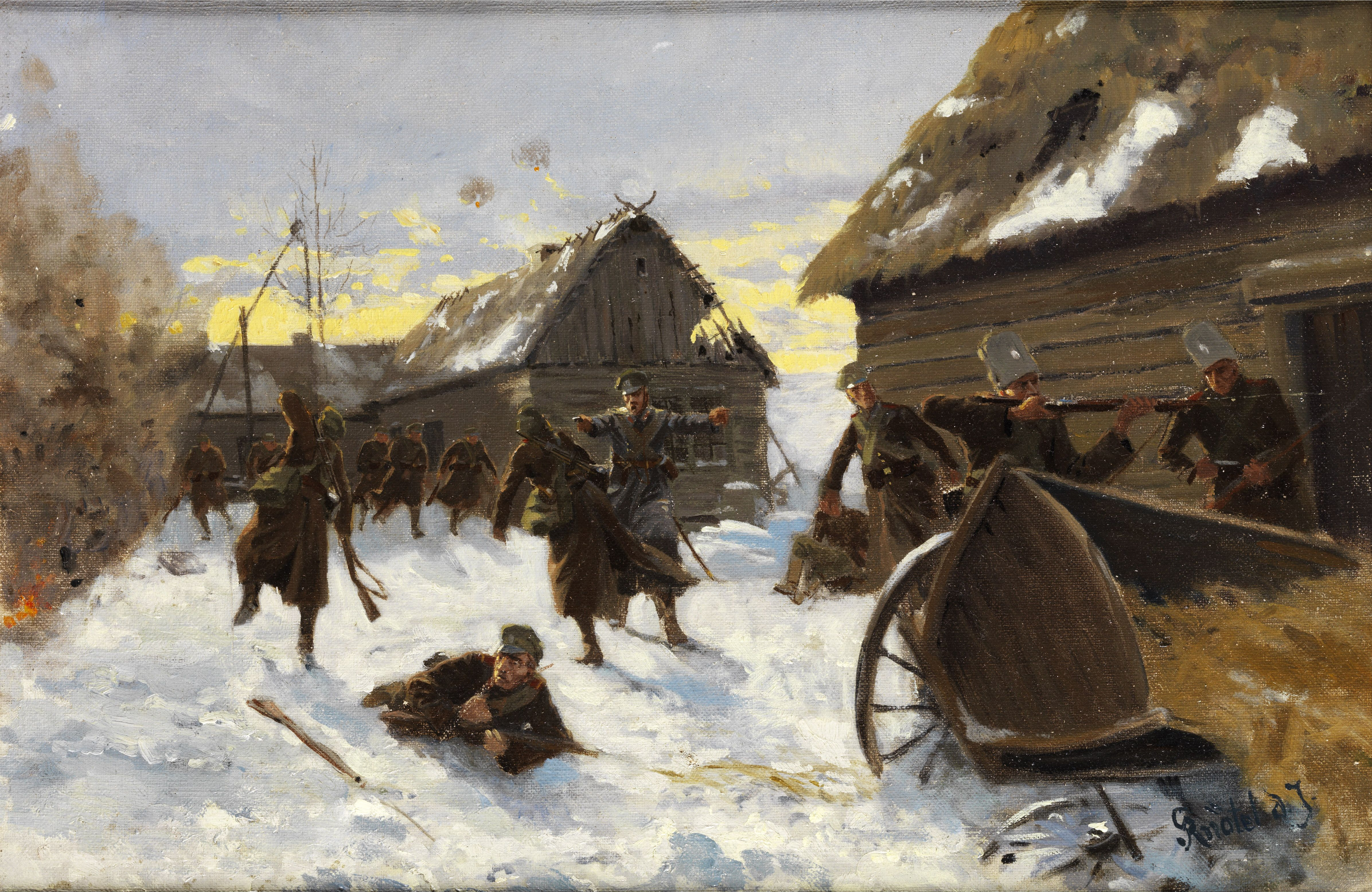
Guerra escaramuza en un pueblo nevado
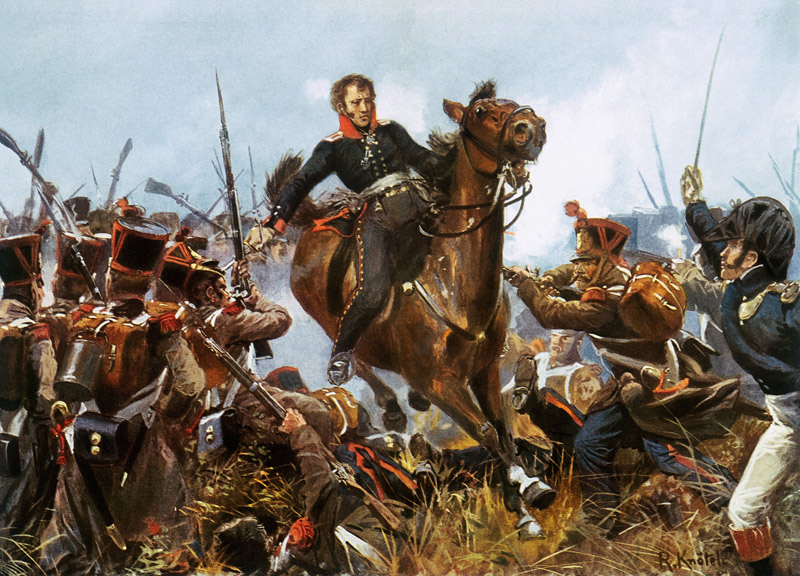
Napoleón en la Batalla de Leipzig
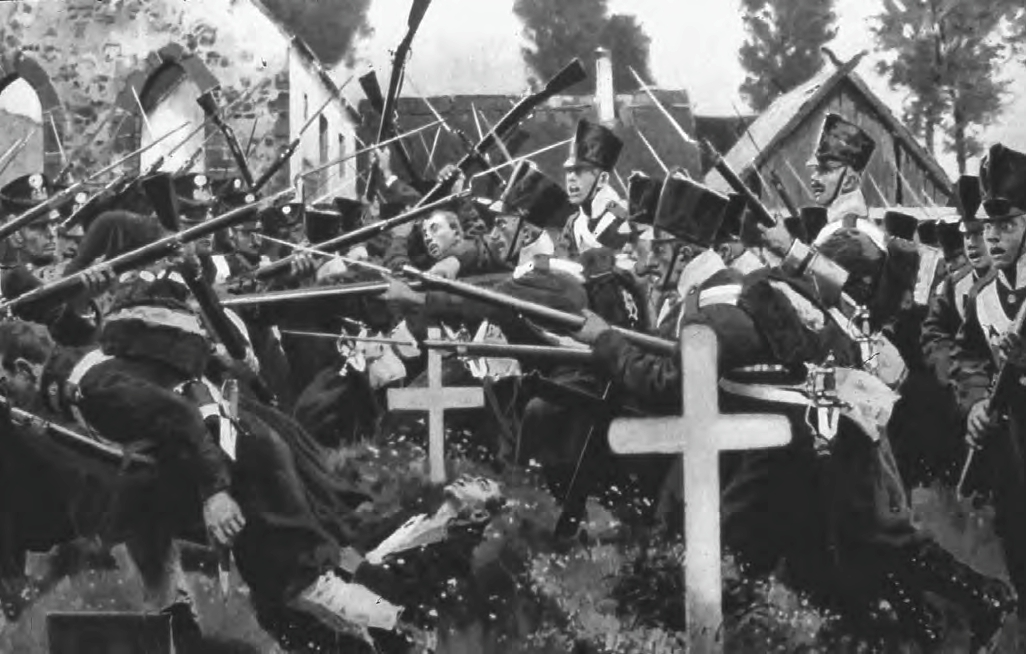
Batalla de Grossbeeren (1813)
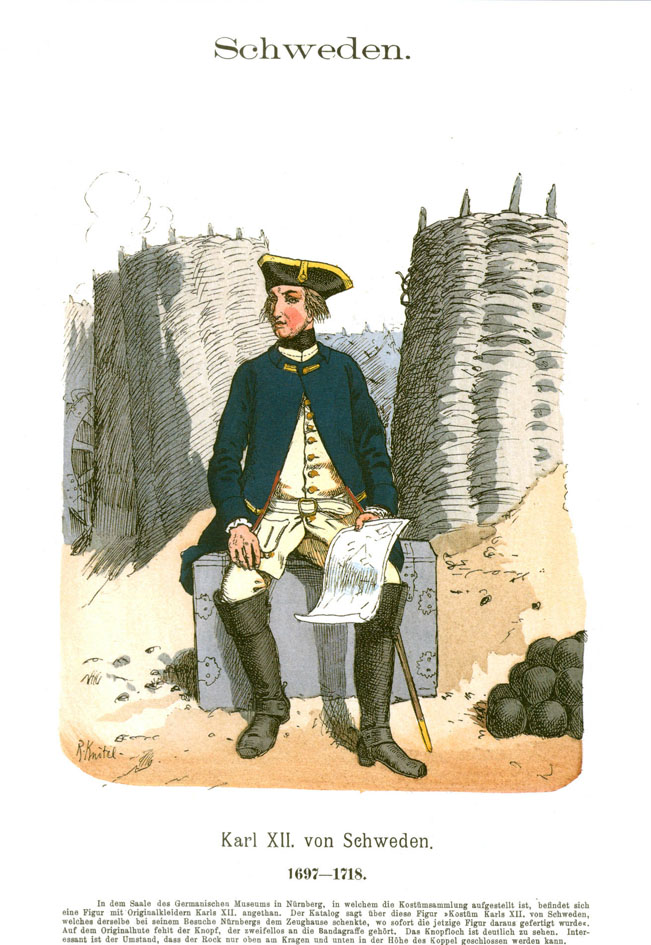
Rey Carlos XII de Suecia
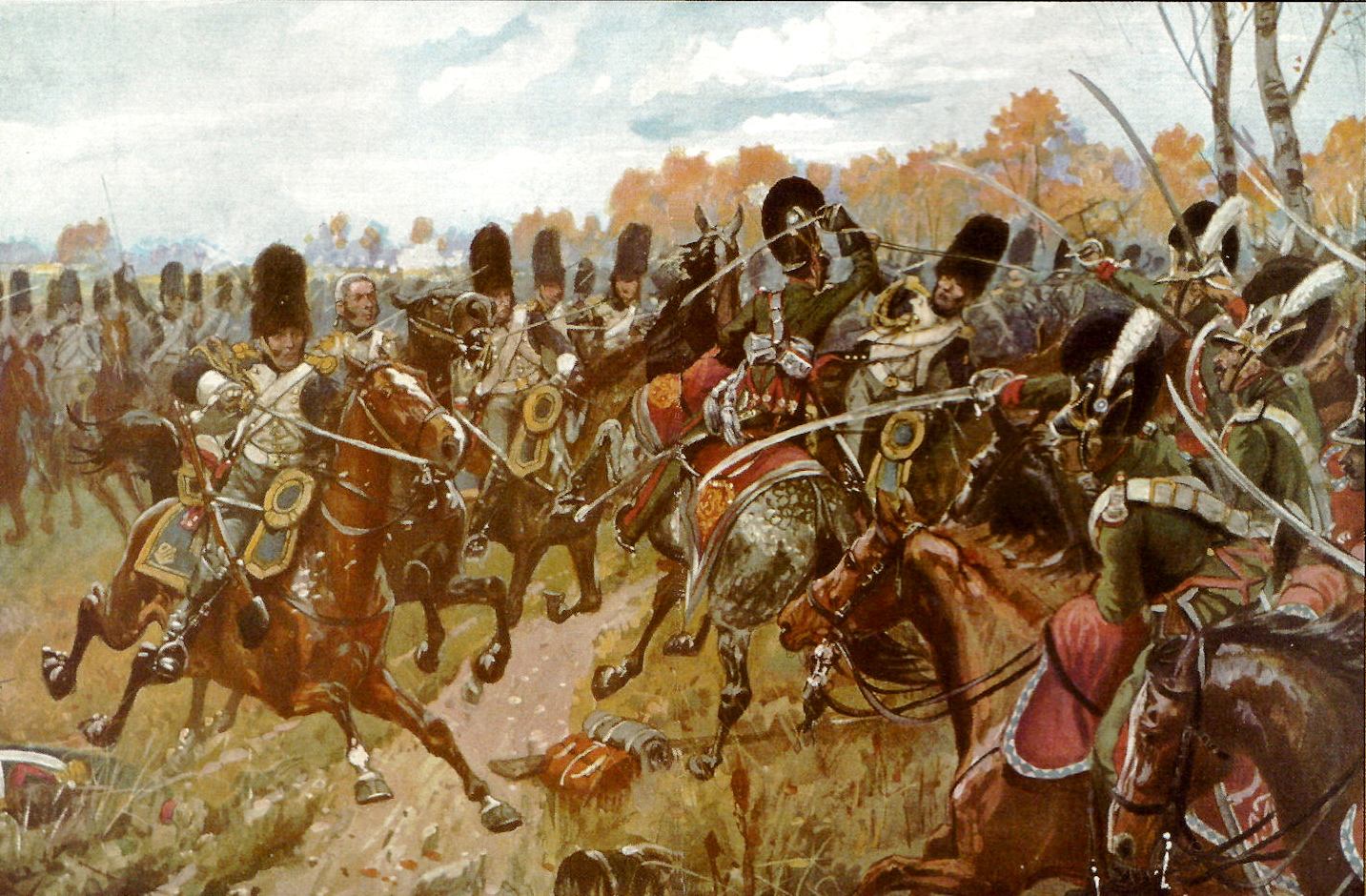
Batalla de Hanau
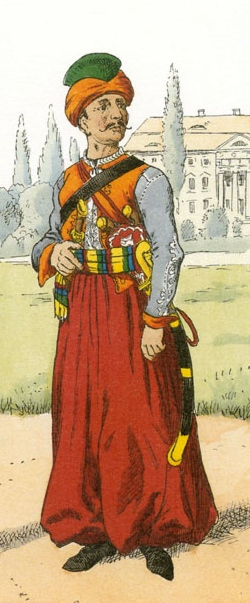
Mameluco del siglo XVIII
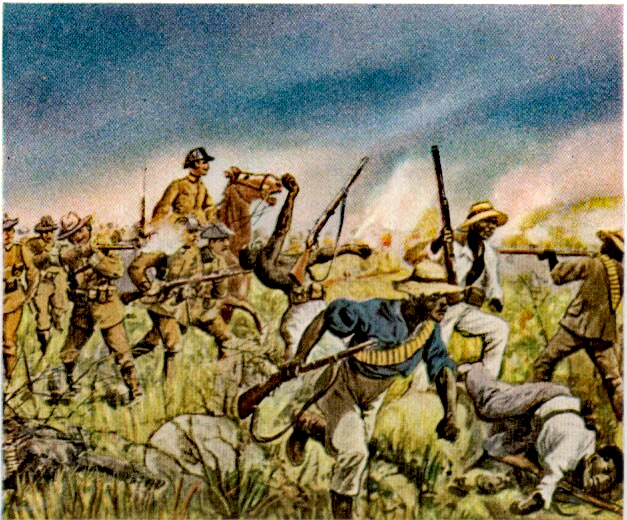
Represión de los hereros por los alemanes (1904)
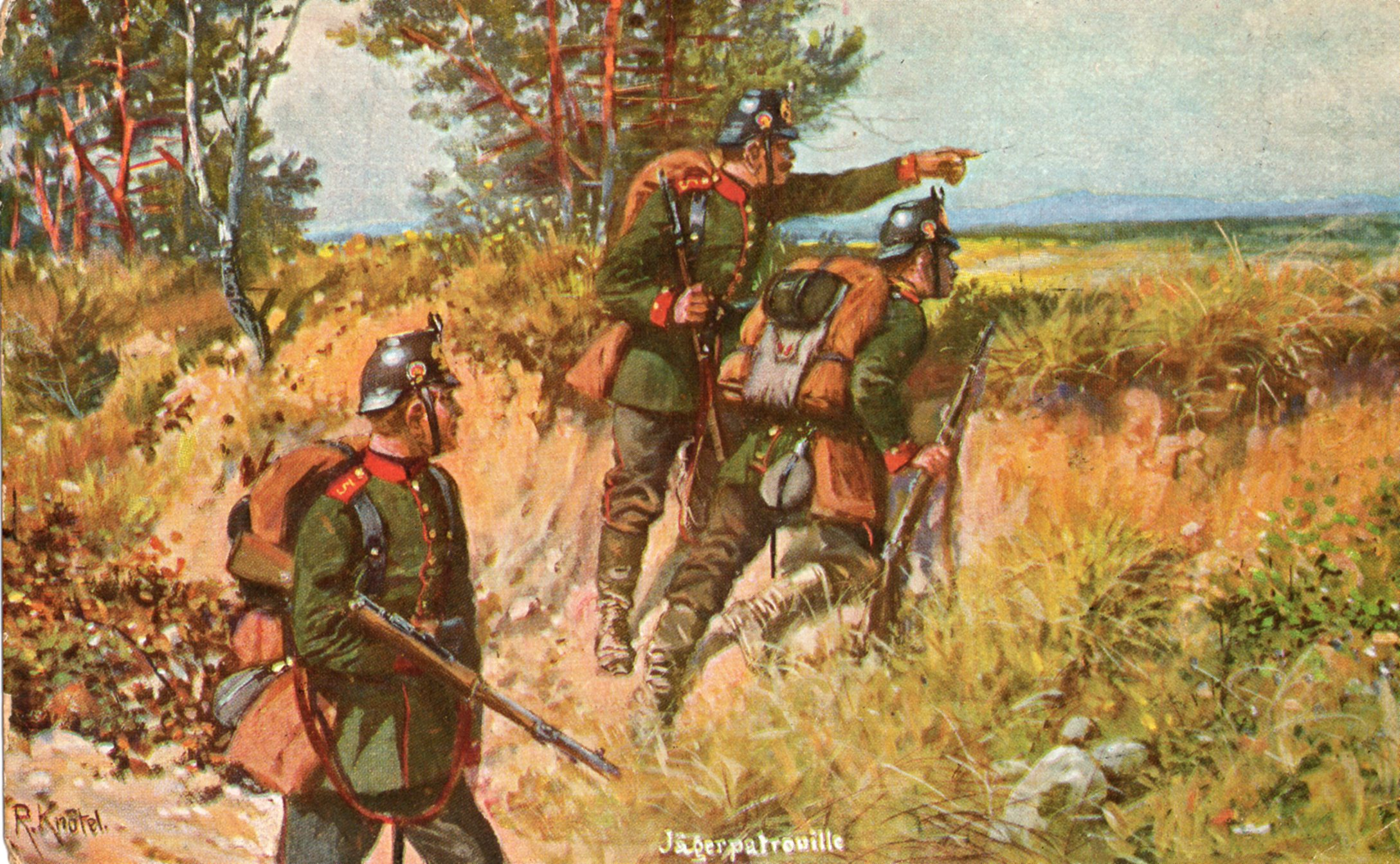
Expedición de soldados alemanes (1910)
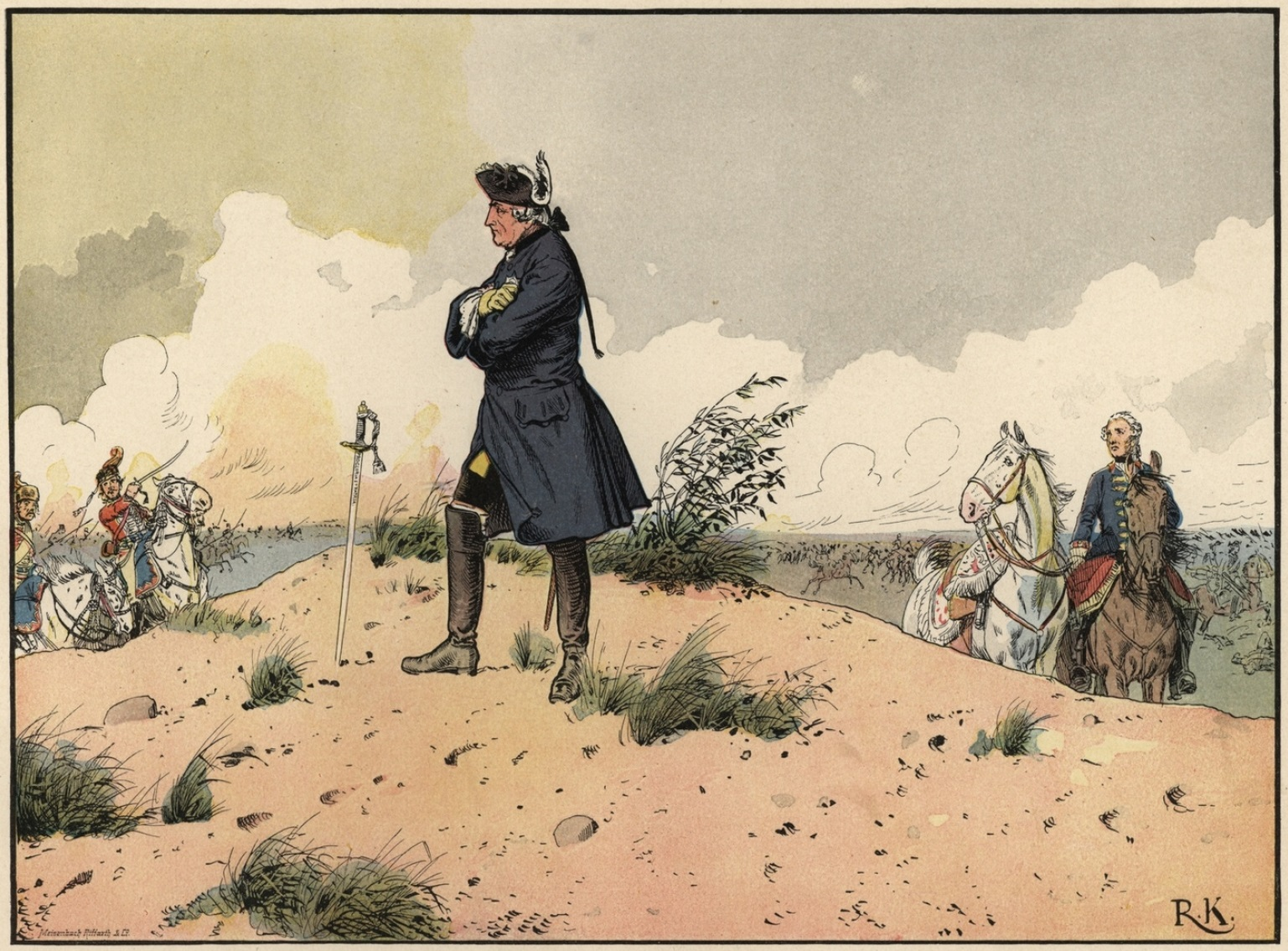
Federico II de Prusia
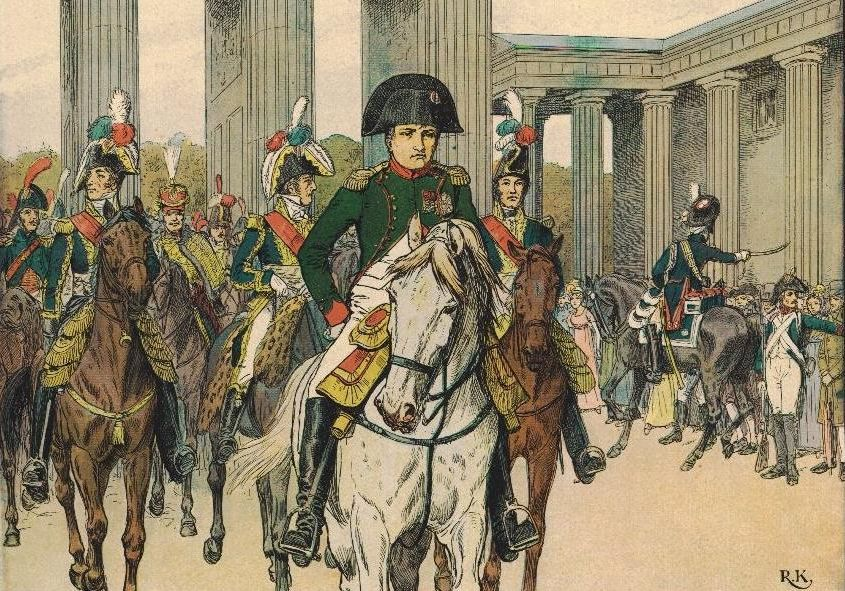
Napoleón cruzando la ciudad de Berlín, recientemente conquistada
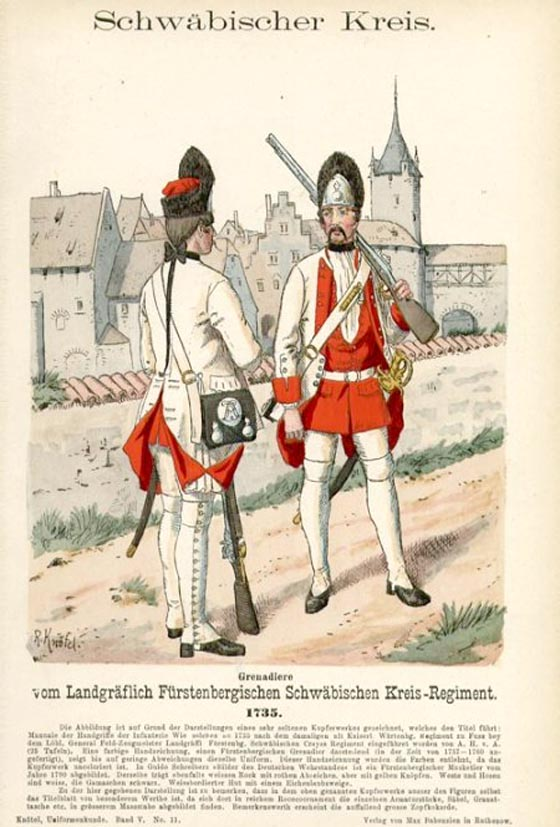
Granaderos del regimiento de infantería Fürstenberg (1735)
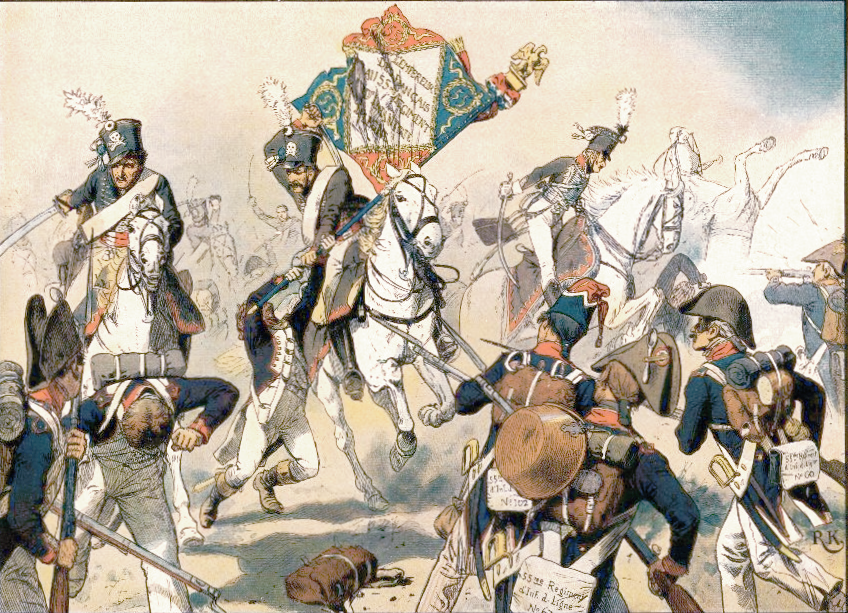
Batalla de Heilsberg (1807)
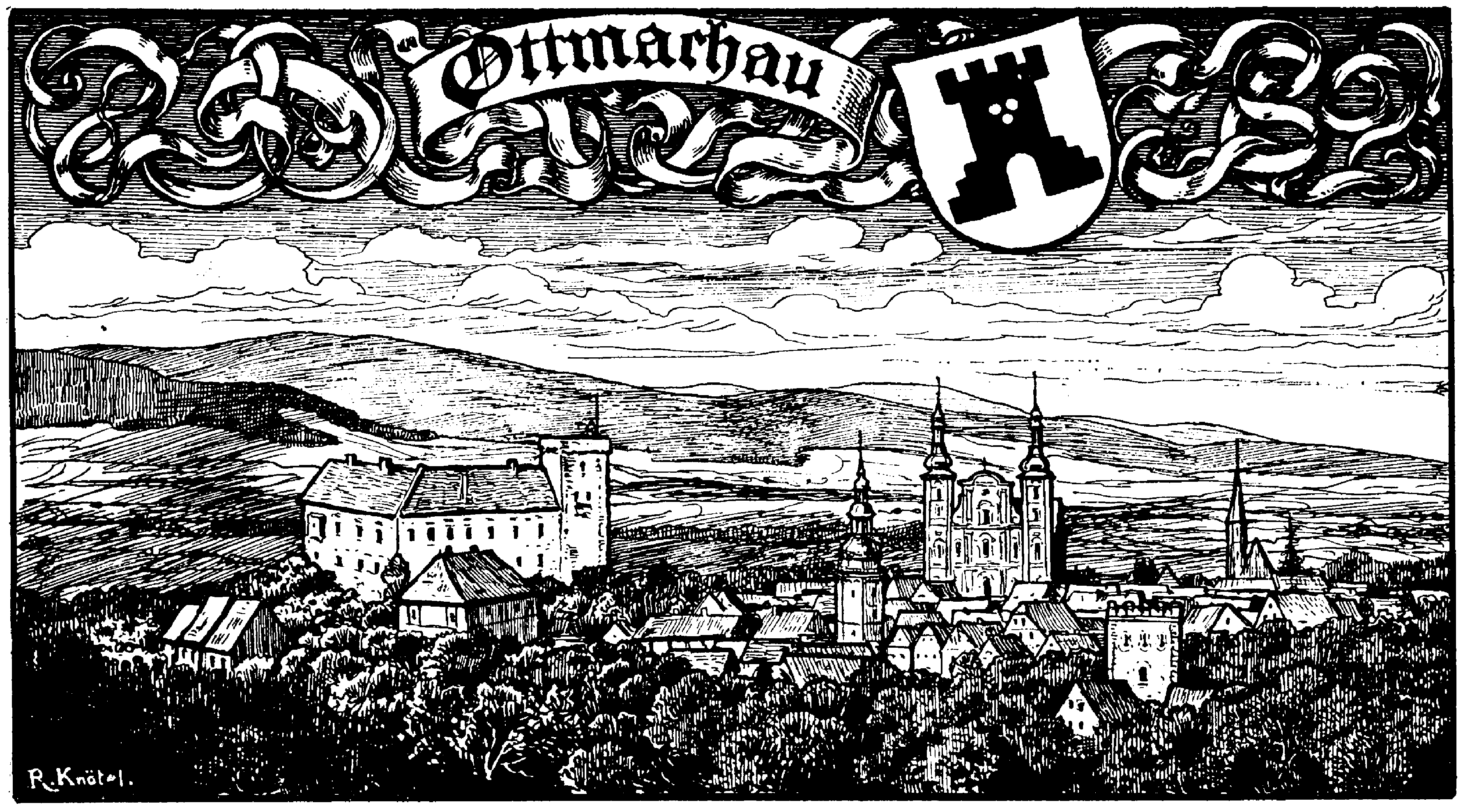
Pueblo de Ottmachau